# Acanthodelta orthogramma
Acanthodelta orthogramma är en fjärilsart som beskrevs av Paul Mabille 1879. Acanthodelta orthogramma ingår i släktet Acanthodelta och familjen nattflyn. Inga underarter finns listade i Catalogue of Life.